# Повені у Мозамбіку (2000)
Повень у Мозамбіку 2000 року стихійне лихо, яке сталося в лютому та березні 2000 року. Катастрофічну повінь спричинили сильні дощі, викликані циклоном Леон-Елайн, який тривав чотири тижні та залишив багатьох без даху над головою. Загинуло приблизно 800 осіб, та було втрачено 20 000 голів худоби та продовольства. Це була найсильніша повінь у Мозамбіку за останні 50 років. Уряд Мозамбіку розподілив 15 мільйонів доларів своїм громадянам на компенсацію пошкодженого майна та втрати доходу.

## Історія метеорології
У жовтні та листопаді 1999 року сильні опади вплинули на Мозамбік, а потім період сильних опадів у січні 2000 року. До кінця січня 2000 року дощі призвели до того, що річки Інкоматі, Умбелузі та Лімпопо вийшли з берегів, затоплення частини столиці Мапуту. 24 січня в Чокве річка Лімпопо досягла рівня 6 м (20 футів), що вдвічі перевищує нормальний рівень. У деяких районах за два тижні випала річна кількість опадів. Повені, що виникли в результаті, вважалися найгіршими, що вплинули на країни з 1951 року.
Повінь почала відступати наприкінці лютого до моменту, коли циклон Елейн досяг суші. Елейн був тривалим тропічним циклоном, який обрушився поблизу Бейри з піком інтенсивності 22 лютого. До кінця лютого 2000 року ситуація вважалася найстрашнішим стихійним лихом у країні за століття.

## Вплив
Наприкінці лютого повінь вже спричинила зростання захворюваності на малярію та діарею. Повінь також призвела до порушення водопостачання та закриття доріг, головна магістраль з півночі на південь була перерізана в трьох місцях. Широко розповсюджені райони були затоплені, що призвело до евакуації близько 220 000 людей і загинуло близько 150 людей до того, як Елайн вийшла на узбережжя.
Сукупні наслідки попередніх повеней та Елайн залишили близько 463 000 людей евакуйовані або втратили житло, включаючи 46 000 дітей віком до п’яти років. Загалом попередні повені та Елайн спричинили близько 700 смертей, половина в Чокве. зі збитками, оціненими в 500 мільйонів доларів США (2000 доларів США). Циклон і повені порушили значну частину економічного прогресу Мозамбіку, досягнутого в 1990-х роках після закінчення громадянської війни.

## Наслідки
Перед приходом циклону Елайн уряд Мозамбіку звернувся до міжнародної спільноти з проханням про допомогу у відповідь на повінь, і країни почали надавати допомогу. Тодішній президент Мозамбіку Жоакім Чіссано звернувся з проханням про додаткову допомогу після удару Елайн, попросивши 65 мільйонів доларів як на реконструкцію, так і на екстрену допомогу, а пізніше збільшив запит до 160 мільйонів доларів. До 17 березня різні країни пообіцяли виділити Мозамбіку 119 мільйонів доларів. До 4 березня 39,6 тонн різноманітних товарів надійшли в країну, що майже переповнило невеликий аеропорт Мапуту.
Уряд Нідерландів пожертвував країні 5 мільйонів гульденів (2,2 мільйона доларів США) після попередньої пожертви у розмірі близько 2 мільйонів гульденів (871 000 доларів США). Італійський уряд виділив 10 мільярдів лір, половина з яких на негайну екстрену допомогу, а Данія виділила 2,68 мільйона євро. Швеція надіслала 10 мільйонів крон, а Ірландія – 507 000 євро до Всесвітньої продовольчої програми. Португалія доставила 40 тонн допомоги, включаючи їжу, ліки, намети та шлюпки, а іспанський Червоний Хрест надіслав два рейси допомоги. Канада надала Мозамбіку близько 11,6 мільйонів доларів США, тоді як Сполучені Штати надали продовольство на суму 7 мільйонів доларів через своє Агентство США з міжнародного розвитку, частину свого внеску в 50 мільйонів доларів. Офіс гуманітарної допомоги Європейського співтовариства надав 25 мільйонів євро на початку березня. Ботсвана пожертвувала 23 мільйони пул ( BWP , 5 мільйонів доларів США), а Маврикій надав близько 100 000 доларів США. Громадяни Гани відправили до Мозамбіку продовольство та одяг на 100 000 доларів. Австралія також надала країні 1 мільйон доларів, а Саудівська Аравія доставила допомогу двома літаками. Наприкінці лютого Concern Worldwide виділив 650 000 доларів США. Організація «Лікарі без кордонів» відправила бригаду з п’яти осіб у Бузі, щоб допомогти жителям. Фонд Білла і Мелінди Гейтс надіслав 350 000 доларів CARE на початку березня. Через стихійне лихо яке вразило Мозамбік більшість країн відклали виплату боргу на один рік. Велика Британія скасувала свій борг у 150 мільйонів доларів наприкінці лютого, а Італія скасувала свій борг у 500 мільйонів доларів у березні.
Уряд Мозамбіку використовував човни для евакуації жителів із зон затоплення, створивши 121 табір для евакуйованих. Однак країна мала обмежені можливості для проведення широкомасштабних рятувальних робіт через недостатню кількість гелікоптерів. Південна Африка направила флот з дванадцяти літаків і гелікоптерів для проведення пошуково-рятувальних місій, а також для десантування продовольства. Їм допомагали два гелікоптери з Малаві, шість з Великої Британії та десять з Німеччини. До 7 березня флот з 29 гелікоптерів врятував 14 204 людини. Залишкові паводкові води сприяли спалахам малярії та холери, з малярійними інфекціями, що вчетверо перевищують звичайний рівень, що вбиває щонайменше 11 людей. Райони на півдні Мозамбіку також втратили доступ до чистої води, що сприяло зневодненню та хворобам. Крім того, Служба ООН  висловила занепокоєння тим, що повені перемістили місця розташування наземних мін, які залишилися після громадянської війни в країні. Пізніше через залишки циклону «Глорія» призупинили роботу з надання допомоги через сильний дощ.  Мешканці почали повертатися додому на початку березня після того, як паводкові води спали.